# Países na cerimônia de abertura dos Jogos Pan-Americanos de 2015
O desfile das nações participantes dos Jogos Pan-Americanos de 2015 foi realizado durante a cerimônia de abertura e 41 países participaram deste desfile. A ordem do desfile foi definida por ordem alfabética dos países.

## Lista
| País                         | Porta bandeira             | Modalidade           |
| ---------------------------- | -------------------------- | -------------------- |
| ARG Argentina                | Walter Pérez               | Ciclismo             |
| ANT Antígua e Barbuda        | Daniel Bailey              | Atletismo            |
| ARU Aruba                    | Philipine van Aanholt      | Vela                 |
| BAH Bahamas                  | Arianna Vanderpool-Wallace | Natação              |
| BAR Barbados                 | Darian King                | Tênis                |
| BIZ Belize                   | Amed Figueroa              | Triatlo              |
| BER Bermudas                 | Julian Fletcher            | Natação              |
| BOL Bolívia                  | Rudolf Knijnenburg         | Tiro esportivo       |
| BRA Brasil                   | Thiago Pereira             | Natação              |
| CHI Chile                    | Isidora Jiménez            | Atletismo            |
| COL Colômbia                 | Miguel Ángel Rodríguez     | Squash               |
| CRC Costa Rica               | Roberto Sawyers            | Atletismo            |
| CUB Cuba                     | Mijaín López               | Lutas                |
| DMA Dominica                 | David Registe              | Atletismo            |
| ECU Equador                  | Jacqueline Factos          | Caratê               |
| ESA El Salvador              | Marcelo Acosta             | Natação              |
| USA Estados Unidos           | Kim Rhode                  | Tiro esportivo       |
| GRN Granada                  | Oreoluwa Cherebin          | Natação              |
| GUA Guatemala                | Mirna Ortiz                | Atletismo            |
| GUY Guiana                   | Onika George               | Natação              |
| HAI Haiti                    | Edouard Joseph             | Levantamento de peso |
| HON Honduras                 | Kevin Mejía                | Lutas                |
| CAY Ilhas Cayman             | Brett Fraser               | Natação              |
| IVB Ilhas Virgens Britânicas | Joseph Chapman             | Squash               |
| ISV Ilhas Virgens Americanas | Cy Thompson                | Vela                 |
| JAM Jamaica                  | Gareth Henry               | Badminton            |
| MEX México                   | Paola Longoria             | Raquetebol           |
| NCA Nicarágua                | Darrel Campbell Lewis      | Beisebol             |
| PAN Panamá                   | Édgar Crespo               | Natação              |
| PAR Paraguai                 | Benjamin Hockin            | Natação              |
| PER Peru                     | Diego Elías                | Squash               |
| PUR Porto Rico               | Luis Rivera                | Ginástica            |
| DOM República Dominicana     | Juan Ramon Solano          | Boxe                 |
| SKN São Cristóvão e Neves    | Antoine Adams              | Atletismo            |
| VIN São Vicente e Granadinas | Kineke Alexander           | Atletismo            |
| LCA Santa Lúcia              | Jordan Augier              | Natação              |
| SUR Suriname                 | Chinyere Pigot             | Natação              |
| TRI Trinidad e Tobago        | Roger Daniel               | Tiro esportivo       |
| URU Uruguai                  | Déborah Rodríguez          | Atletismo            |
| VEN Venezuela                | Marvin Blanco              | Atletismo            |
| CAN Canadá                   | Mark Oldershaw             | Canoagem             |